# Posuvný registr

4bitový posuvný registr SIPO

Časový diagram (E vstupní data)

Posuvný registr je skupina klopných obvodů, která má propojené vstupy a výstupy tak, že s náběžnou hranou hodinového signálu jsou data (bity) synchronně posunuty o jeden klopný obvod. Jeho základním použitím je převod paralelních binárních dat na sériová nebo naopak.
Posuvné registry je možno realizovat z RS klopných obvodů a zpožďovacích linek, tento způsob se však již dlouho nepoužívá a posuvné registry se dodávají jako samostatné integrované obvody, nebo jsou samy vnitřní součástí složitějších obvodů.

## Základní typy posuvných registrů

### SIPO
Zkratkou SIPO se označují posuvné registry se sériovým vstupem a paralelním výstupem (Serial Input Paralel Output). Posuvný registr má jeden vstup dat, jeden hodinový vstup a řadu výstupů.
Tento typ posuvného registru se hodí zejména k dekódování dat ze sériové linky - například RS232 nebo SPI. dalším využitím je buzení segmentových displejů po sériové lince. Příkladem tohoto typu registru je obvod 74HC164, což je samostatný integrovaný osmibitový SIPO posuvný registr.

### PISO
PISO jsou posuvné registry s paralelním vstupem a sériovým výstupem (Parallel Input Serial Output). Slouží především ke kódování paralelních binárních dat do sériové podoby. Příkladem tohoto typu registru je obvod 74HC166, což je samostatný integrovaný osmibitový PISO posuvný registr.

### Kruhový čítač
Kruhový čítač je zvláštním použitím posuvného registru, kdy je poslední bit registru přiveden zpět na vstup registru. Jako výchozí stav je do posuvného registru možno zapsat stavovou informaci, jako přednastavení bitů, a tato je pak posouvána v kruhu. Kruhové čítače se používají jako hodinové generátory, elektronické kontaktní spínače a řídicí jednotky.